# Ronan O'Gara
Ronan John Ross O'Gara (San Diego, Estados Unidos, 7 de marzo de 1977) es un exjugador irlandés de rugby que se desempeñaba como apertura. Actualmente es entrenador del Stade Rochelais del Top-14 francés.
Jugó 128 partidos con el XV del trébol y ha logrado 1083 puntos con ella, siendo el segundo máximo anotador de su selección (superado por Jonathan Sexton el 16 de septiembre de 2023). También fue convocado a los Lions y formó parte de las giras a Australia 2001, Nueva Zelanda 2005 y Súdafrica 2009.
Tiene los récords de la Copa Heineken en más partidos jugados (110) y de máximo anotador con 1365 puntos.

## Participaciones enCopas del Mundo
| Mundial                       | Sede          | Resultado        | PJ | Pts |
| ----------------------------- | ------------- | ---------------- | -- | --- |
| Copa Mundial de Rugby de 2003 | Australia     | Cuartos de final | 5  | 28  |
| Copa Mundial de Rugby de 2007 | Francia       | Primera fase     | 4  | 19  |
| Copa Mundial de Rugby de 2011 | Nueva Zelanda | Cuartos de final | 5  | 44  |

## Palmarés
- Campeón de la Copa Heineken de 2006 y 2008.
- Campeón de la Pro 12 en 2003, 2009 y 2011.
- Campeón del Torneo Seis Naciones 2009 con Grand Slam.